# HTBasic
| QS-Informatik | Dieser Artikel wurde wegen inhaltlicher Mängel auf der Qualitätssicherungsseite der Redaktion Informatik eingetragen. Dies geschieht, um die Qualität der Artikel aus dem Themengebiet Informatik auf ein akzeptables Niveau zu bringen. Hilf mit, die inhaltlichen Mängel dieses Artikels zu beseitigen, und beteilige dich an der Diskussion! (+) Begründung: Wikifizierung, Infobox, Belege und die in der engl. Version beschriebene, mit HP verknüpfte Geschichte fehlen. |

HTBasic ist eine Programmiersprache, ein BASIC-Dialekt, der von TransEra Corp. entwickelt wurde. Der ursprüngliche Zweck war es, HP Basic zu ersetzen. HTBasic war die erste HP-Basic-kompatible Sprache, die unter MS-DOS benutzt werden konnte. Aktuelle Versionen bieten darüber hinaus Windows-typische Erweiterungen wie Fenstertechnik, neue Datentypen (LONG INTEGER, STATIC), verbesserte Treiberunterstützung und die Möglichkeit der Einbindung von DLLs.
Die Sprache ist auf die Bedürfnisse von Ingenieuren und Wissenschaftlern zugeschnitten. Sie enthält Funktionen zum Rechnen mit komplexen Zahlen und Matrizen. Ihre größte Stärke ist jedoch, dass sie einen einfachen Zugang zu Test- und Messgeräten erlaubt, die über den GPIB-Bus (IEEE488) oder andere Schnittstellen mit dem Rechner verbunden sind. HTBasic kann direkt auf Windows-DLLs zugreifen und lässt sich damit im Funktionsumfang praktisch unbegrenzt erweitern. Eine optional erhältliche Schnittstelle zu Microsoft Office (Excel, Word, Access usw.) erlaubt den Echtzeit-Datenaustausch mit anderen Applikationen.
TransEras proprietärer HTBasic-Interpreter ist die einzige Implementation der Sprache. Er wird mit einer IDE ausgeliefert, die jedoch einige Schwächen hat. Beispielsweise müssen Subroutinen stets am Ende des Quellcodes eingefügt werden, zu lange Bezeichner (15 Zeichen) werden gestutzt, und Datenfelder sind auf 32.768 Einträge in einer von max. 6 Dimension begrenzt (Feldeinträge max. also 32768^6). Im Gegensatz zu früheren HTBasic-Versionen verwenden die aktuellen HTBasic-Versionen Zeilennummern nur noch aus Kompatibilitätsgründen. Für zeitkritische Anwendungen können SUB-Routinen mit dem integrierten Numeric Compiler in Maschinensprache umgewandelt und damit erheblich beschleunigt werden (ca. Faktor 60). Mit einem älteren 500 MHz Rechner lassen sich damit immerhin etwa 80 Millionen komplette 80-Bit-Gleitkomma-Rechenoperationen/s durchführen.